# Segestrioides tofo
Segestrioides tofo är en spindelart som beskrevs av Norman I. Platnick 1989. Segestrioides tofo ingår i släktet Segestrioides och familjen Diguetidae. Inga underarter finns listade i Catalogue of Life.